# 田頭里奈
田頭 里奈（でんどう りな）は、日本の女性声優。
洗足学園高校在学中に出場した『アニメ甲子園』のボイスアクト部門で、3年連続で日本音声製作者連盟賞（最優秀賞）を受賞した。本名から芸名を芳野由奈として活動。

## 出演

### テレビアニメ
2011年
- あの日見た花の名前を僕達はまだ知らない。（アナウンス）
- 快盗天使ツインエンジェル（女子生徒D、アナウンス）
- セイクリッドセブン（生徒、リナ）
- 花咲くいろは（階戸雪、生徒C、司会、女性客）
- 緋弾のアリア（女子生徒、レポーター）
- ベン・トー（女店員、店員、女生徒、客女、女子生徒）
- 放浪息子（片倉、誠の母、保健医）

2012年
- AKB0048（2012年 - 2013年、候補生B、子供、研究生C）
- さくら荘のペットな彼女（女子A、仁(幼稚園)）
- 好きっていいなよ。（女子生徒、声）
- 探検ドリランド（子供）
- ハイスクールD×D（城戸）
- TARI TARI（女生徒、子供B、校内放送）
- マブラヴ オルタネイティヴ トータル・イクリプス（6番機パイロット、帝国軍衛士E、少年兵）
- 輪廻のラグランジェ（アナウンス、椿かすみ、宇津木めい、紺ふゆみ、麗前ゆうき） - 2シリーズ
- リトルバスターズ!（生徒A、係員の生徒）

2013年
- きんいろモザイク（2013年 - 2015年、女子B、女子生徒A） - 2シリーズ
- ゴールデンタイム（先輩女子B、女性客、アナウンス）
- 琴浦さん（美女）
- Super Seisyun Brothers -超青春姉弟s-（スズメ、AKCメンバーA、コスプレイヤー、女子高生A、彼女）
- 戦姫絶唱シンフォギアG（男の子）
- D.C.III 〜ダ・カーポIII〜
- ふたりはミルキィホームズ（女の子D）
- はたらく魔王さま！（アナウンス）
- 変態王子と笑わない猫。（携帯アナウンス、女子生徒B）
- ゆゆ式（女子生徒、女の子達）
- リトルバスターズ!〜Refrain〜（子供E）

2014年
- ウィッチクラフトワークス（生徒）
- ご注文はうさぎですか?（女生徒B）
- 四月は君の嘘（2014年 - 2015年、ソフト部員、女子生徒、子供、参加者、さつき 他）
- 精霊使いの剣舞（エルサ、生徒）

2015年
- 下ネタという概念が存在しない退屈な世界（女子B）

### OVA
- 翠星のガルガンティア（船団員）※Blu-ray BOX 3収録OVA
- 輪廻のラグランジェ（2012年 - 2014年、オルタレラ、マヒール、女性） - 3シリーズ[一覧 1]

### ゲーム
- とある科学の超電磁砲（制裁指導）

### ドラマCD
- 地獄堂霊界通信（文芸部女子）※コミックス第6巻ドラマCD付き特装版
- ハンツー×トラッシュ（梅田）[3]

### シリーズ一覧
1. ↑  『ピクチャードラマ』（2012年）、『鴨川デイズ』（2012年）、『旅立ちの日、鴨川』（2014年）